# Есперанза Сполдинг
Есперанза Емили Сполдинг (енгл. Esperanza Spalding; 18. октобар 1984) америчка је басисткиња и певачица, рођена и одрасла у Портланду. Свирала је виолину у музичком друштву Орегон, самоука је и обучена за бројне инструменте, укључујући гитару. Завршила је Државни универзитет Портланд и Музички факултет Берли, а од 2017. године је редовни професор музике на Универзитету Харвард. Освојила је четири Греми награде, укључујући награду у категорији за „Најбољег новог уметника”, на 53. додели Греми награда и тако постала прва џез уметница које је освојила ову награду.

## Биографија
Есперанза Емили Сполдинг рођена је 18. октобра 1984. године у Портланду, од оца афричко—америчког порекла и мајке која има велшко, америчко и хиспано порекло. Одрасла је у насељу Кинг у североистичном делу Портланда, који је у том периоду био место сукобљавања мафије и банди. Еспреранзу и њеног брата одгајила је мајка. Као млада интересовала се за музику и културе других држава, нарочито Бразила. Њена мајка такође је имала интересовање за музику, којом се једно време бавила. Есперанзина мајка приметила је њен таленат за музику, када је она успела да одсвира дело Бетовена „на уво”, на породичном клавиру. Вилиончелиста Yo-Yo Ma који се појавио у дечјој емисији Господин Роџерс, инспирисао је Есперанзу да се бави музиком. Када је Есперанза имала пет година научила је да свира виолину са музичким друштвом у Орегону. Остала је у групи до своје петнаесте године, а када ју је напустила била је концерт мајстор. У детињству је често била болесна, па се због тога већи део младости школовала у кући, али је такође похађала основну школу Кинг на североистоку Портланда. У раној младости научила је да свира контрабас и кларинет. Поред енглеског, течно говори шпански и португалски језик.
Током студирања, Есперанза се четири године забављала са џез музичаром Кристијаном Скотом.
Сполдингова је навела да су џез музичари Рон Картер и Дејв Холанд имали велику утицај на њену музику. Као своје „музичке хероје” навела је кантауторку Милтон Насименто и саксофонисту Вејна Шортера. Сполдингова наводи како воли фузија музику. Навела је да јој је Џони Мичел највећа инспирација за стварање музике. Током музичке турнеје 2012. године, Сполдингова је непрофитној организацији „Слобода робовима” (енгл. Free the Slaves) поклонила део прихода.. Дана 23. септембра 2018. године Есперанза се појавила на Фестивалу правде. Заговорница је паркова и очувања природних целина.

## Каријера

### 2000—2007
Есперанза је на почетку каријере, наступала у клубовима у Орегону, а први самостални наступ имала је у блуз клубу са петнаест година. Након наступа један од сезонских музичара позвао ју је да се придружи пробама бенда, како би се усавршила у музици. Есперанза је имала намеру да свира вилиончело, али се ипак одлучила за бас гитару када је имала четрнаест година, у средњој Уметничкој школи у којој је стекла стипендију. Када је имала петнаест година почела је да пише текстове за локалну инди рок и поп музичку групу Noise for Pretend. Иако је узимала неколико приватних часова певања, истакла је да је глас усавршила током певања мимо часова.
Када је имала шеснаест година напустила је школу, а након тога добила је стипендију на музичком програму Универзитета Портланд, где наводи да је била најмлађа басисткиња. Након тога, пријавила се на Беркли музички колеџ, прошла на аудицији и добила пуну стипендију.
Гари Бартон, извршни потпредседник Берклија, изјавио је 2004. године да Есперанза уме самоуверено да чита и најкомоликованије композиције, као и да је доста талентована музичарка. Амерички журналиста Бен Ратлиф написао је 2006. године у Њујорк тајмсу како је глас Сполдингове лаган и висок и да она може тихо да пева због мекоће свог гласа. Године 2005. уручена јој је стипендија Бостонског џез друштва.

Након завршетка факултета 2005. године, Есперанзу је ангажовао Беркли Универзитет и тако је она постала један од најмлађих инструктора у историји ове институције, са само 20 година. Као учитељица покушала је да усмери своје ђаке да се фокусирају на праксу. Први студијски албум под називом Junjo објавила је 18. априла 2006. године, на њему се налази девет песама, а добио је углавном позитивне критике.

### 2008—2015
Други студијски албум под називом  објављен је 20. маја 2009. године, а песме на њему су на енглеском, шпанском и португалском језику. Албум се нашао на музичким листама у Норвешкој и Шведској, као и на листама у Сједињеним Државама, укључујући и листу Билборд 200, где је био на сто тридесет и осмом месту.У децембру 2009. године на церемонији доделе Нобелове награде за мир, Есперанза је певала у Градској хали у Ослу у част Барака Обаме коме је додељена награда. Након тога наступила је и на концерту поводом доделе Нобелове награде наредног дана, а позвао ју је лично Барак Обама, према традицији да добитник награде позове једног уметника. Сполдингова је такође наступала на завршном чину џез фестивала у Парк Ситију у Јути, 2009. године. Извела је хит сингл певача Принса под називом If I Was Your Girlfriend из 1987. године. Дана 7. фебруара 2010. године Есперанза је постала најпретраживанија особа на сајту Гугл, након што се појавила у музичком телевизијском програму Austin City Limits.
У новембру 2011. године Есперанза је освојила награду „Џез музичар” године на Бостонским музичким наградама. Сарађаивала је са Тинеке Постма на песми , која се нашла на албуму The Dawn of Light из 2011. године. Такође је сарађивала са Тери Лан Карингтон на албуму The Mosaic Project, где се појавила на песми Crayola. Након тога у дуету са Николасом Пајтоном отпевала је нумеру Freesia, која се нашла на албуму . На 53. додели Греми награда освојила је „Награду за најбољег новог уметника”. Трећи студијски албум под називом  објављен је 17. августа 2010. године. Албум се нашао на музичким листама у Холандији, Француској, Норвешкој и на неколико листа у Сједињеним Државама, укључујући Билборд 200, где је био на тридесет и четвртом месту. За песму Little Fly која се нашла на албуму, снимљен је видео спот.
У фебруару 2012. године наступила је на 84. додели Академија награда, а отпевала је песму Луја Армстронга под називом What a Wonderful World. Четврти студијски албум под називом Radio Music Society, Есперанза је објавила 20. марта 2012. године. На албуму се налази тринаест песама џез жанра, а добио је углавном позитивне критике. Албум се нашао на музичким листама у Холандији, Француској, Шпанији, Швајцарској, Шведској, у Јапану и на неколико листа у Сједињеним Државама. Radio Music Society продат је у 25.000 примерака током прве недеље од објављивања и у 135.000 примерака у Сједињеним Државама до јануара 2016. године. Након објављивања албума, Есперанза је гостовала на песми , која се нашла на албуму The Electric Lady певачице Џанел Моне. Такође је снимила џез песму са Бруном Марсом Old & Crazy, која се нашла на његовом албуму Unorthodox Jukebox. У новембру 2013. године Сполдингова је објавила сингл We Are America у знак протеста због формирања затворских кампова у Гвантанаму, заједно са Стиви Вондером и Харијем Белафонтеом.

### 2016—данас
Дана 4. марта 2016. године Сполдингова је објавила шести студијски албум под називом Emily's D+Evolution, а продукцију потписују Тони Висконти и Сполдингова. На албуму Сполдингова пева кроз алтер его Емили, што је њено средње име. Шести студиски албум под називом Exposure, Сполдингова је објавила 16. децембра 2017. године за Конкорд рекордс. Албум је објављен у лимитирираном издању, на 7.777 компакт дискова. На албуму се налази тридесет песама џез жанра.
Сполдингова се појавила у филму Љубав, битови и риме (енгл. Love Beats Rhymes), који је премијерно приказан 2017. године. Након тога, Сполдингова се појавила и у емисији The Great Math Mystery, где је говорила о повезаности музике и математике. У периоду од 7. до 18. октобра 2018. године Соплдингова је објавила дванаест песама, које су се нашле на њеном седмом студијском албуму 12 Little Spells, објављеном 19. октобра 2019. године. На Ајтјунс издању албума налази се осамнаест нумера. Албум је добио позитивне критике од америчких часописа Пејст и Ролинг стоун.